# 平尾 (菊川市)
平尾（ひらお）は、静岡県菊川市の大字。

## 地理
菊川市中西部に位置し、住宅団地として整備されている。周辺には茶畑や田畑が広がっている。

## 歴史
- 1995年（平成7年）- 菊川平尾住宅団地の造成が終了する。

## 世帯数と人口
2015年（平成27年）10月1日現在の世帯数と人口は以下の通りである。
| 大字 | 世帯数  | 人口  |
| ---- | ------- | ----- |
| 平尾 | 202世帯 | 668人 |

## 学区
小学校
- 菊川市立内田小学校

中学校
- 菊川市立菊川西中学校

## 交通
鉄道
鉄道は通っていない。
バス
菊川市コミュニティバス - 平尾団地３号公園バス停
道路
地域内にはないが、周辺に静岡県道79号が通っている。

## その他

### 日本郵便
- 郵便番号 : 439-0035[2]（集配局：菊川郵便局[4]）。

### 警察
町内の警察の管轄区域は以下の通りである。
| 番・番地等 | 警察署     | 交番・駐在所 |
| ---------- | ---------- | ------------ |
| 全域       | 菊川警察署 | 菊川駅前交番 |